# جام ملت‌های اروپای زنان ۱۹۹۱
مسابقات فوتبال زنان اروپا ۱۹۹۱ به میزبانی کشور دانمارک انجام شد. تیم ملی فوتبال زنان آلمان در بازی فینال با غلبه بر نروژ قهرمان این رقابتها شد. تعداد هجده تیم در مسابقات انتخابی وارد شدند که جهت رسمی کردن رقابتها برای نخستین بار کافی بود. نام این رقابتها به مسابقات فوتبال زنان اروپا تغییر نام یافت. این رقابتها جهت انتخابی جام جهانی فوتبال زنان ۱۹۹۱ مورد استفاد قرار گرفت.